# Jardin Stroukov de Samara
Le jardin Stroukov (Струковский сад) est le jardin public le plus ancien de Samara (Russie), puisqu'il a été ouvert de façon permanente en 1851. Il porte le nom du colonel Grigori Stroukov (1871-1846), dont la propriété avec son parc se trouvait à cet emplacement. Ce jardin en pentes descend des hauteurs vers les berges de la Volga à côté du théâtre dramatique et de la place Tchapaïev.

## Histoire
Un massif forestier descendant jusqu'aux bords de la Volga se trouvait autrefois à cet emplacement. Il appartenait au colonel Stroukov qui y fit construire une maison de campagne et dessiner un parc. Il dirigeait l'administration des salines de Samara depuis 1820 qui déménagea à Sol-Iletsk en 1828. Le parc à la fin de la carrière de Stroukov fut abandonné et fut vendu après sa mort à vil prix, puis quelques années plus tard acquis par la ville. L'administration municipale fit raser les isbas et la maison de campagne et redessiner le parc jusqu'au fleuve, portant sa surface à sept hectares.
En mai 1849, le prince Tcherkassky, gouverneur de Simbirsk, visita Samara et s'étonna qu'un endroit aussi beau fût déserté et délaissé. Un mois plus tard, on y fit organiser un feu d'artifice et des illuminations, le 3 juin 1849, en vue de l'ouverture définitive au public qui eut lieu en 1851. Il fut encore agrandi par l'achat de parcelles en 1856 et en 1871. Mais c'est de 1871 que date la véritable renaissance du parc, lorsque le conseil municipal décida de l'administrer directement et de faire appel à des paysagistes pour le restructurer et de l'éclairer au gaz de ville. Il est électrifié en 1890.
Le parc est renommé parc Gorki en 1936, avec des attractions pour le public, un café, etc. On y fit construire une scène de concerts couverte, un grand portail d'entrée, un bassin avec des jets d'eau, et recouvrir les allées d'asphalte. Un monument en mémoire de Gorki fut érigé.
Aujourd'hui le parc a retrouvé son nom d'origine. Des événements culturels y ont lieu, comme la journée de la presse, ou le festival des fleurs.

## Galerie

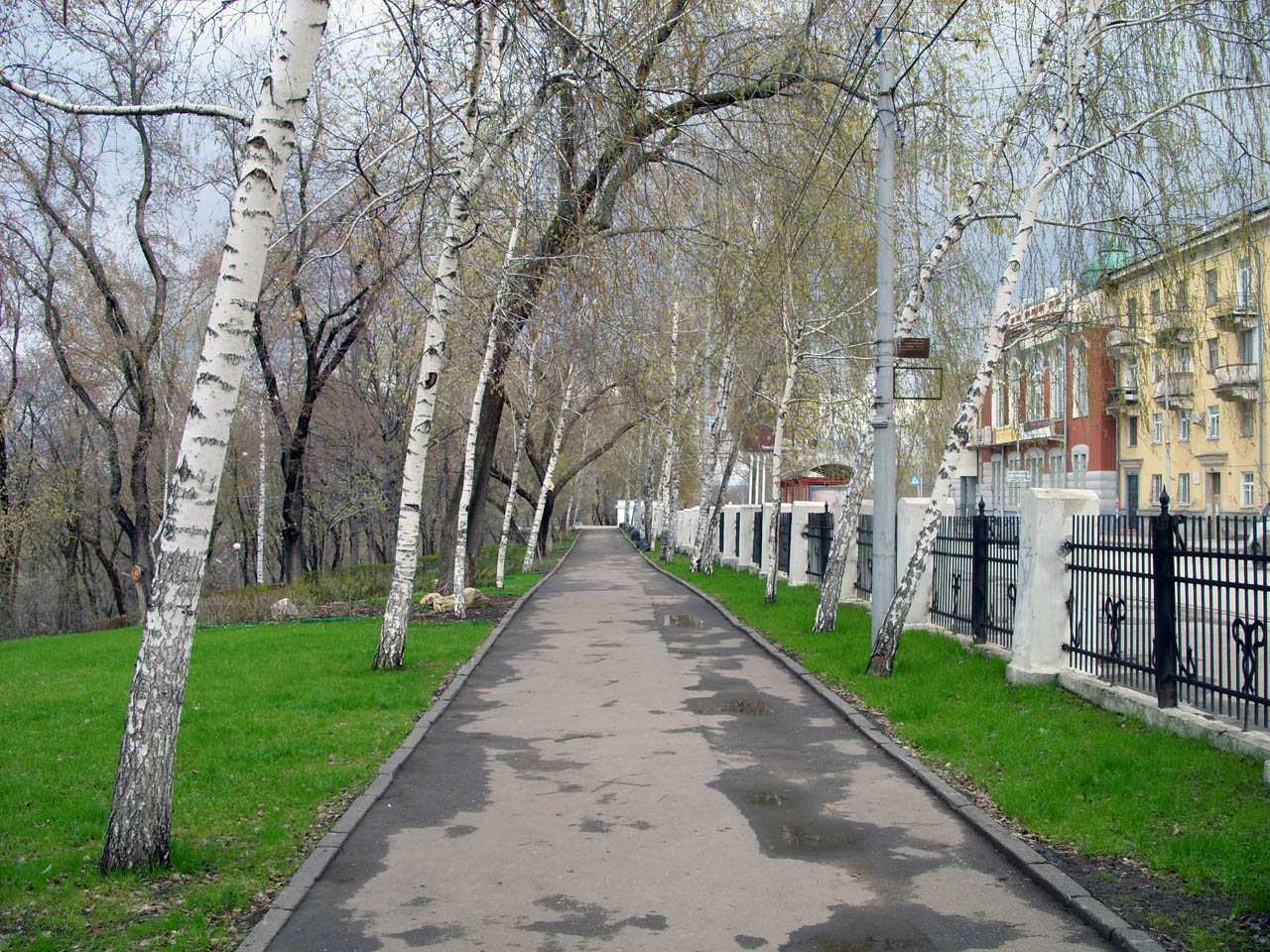
Allée de bouleaux le long du théâtre dramatique
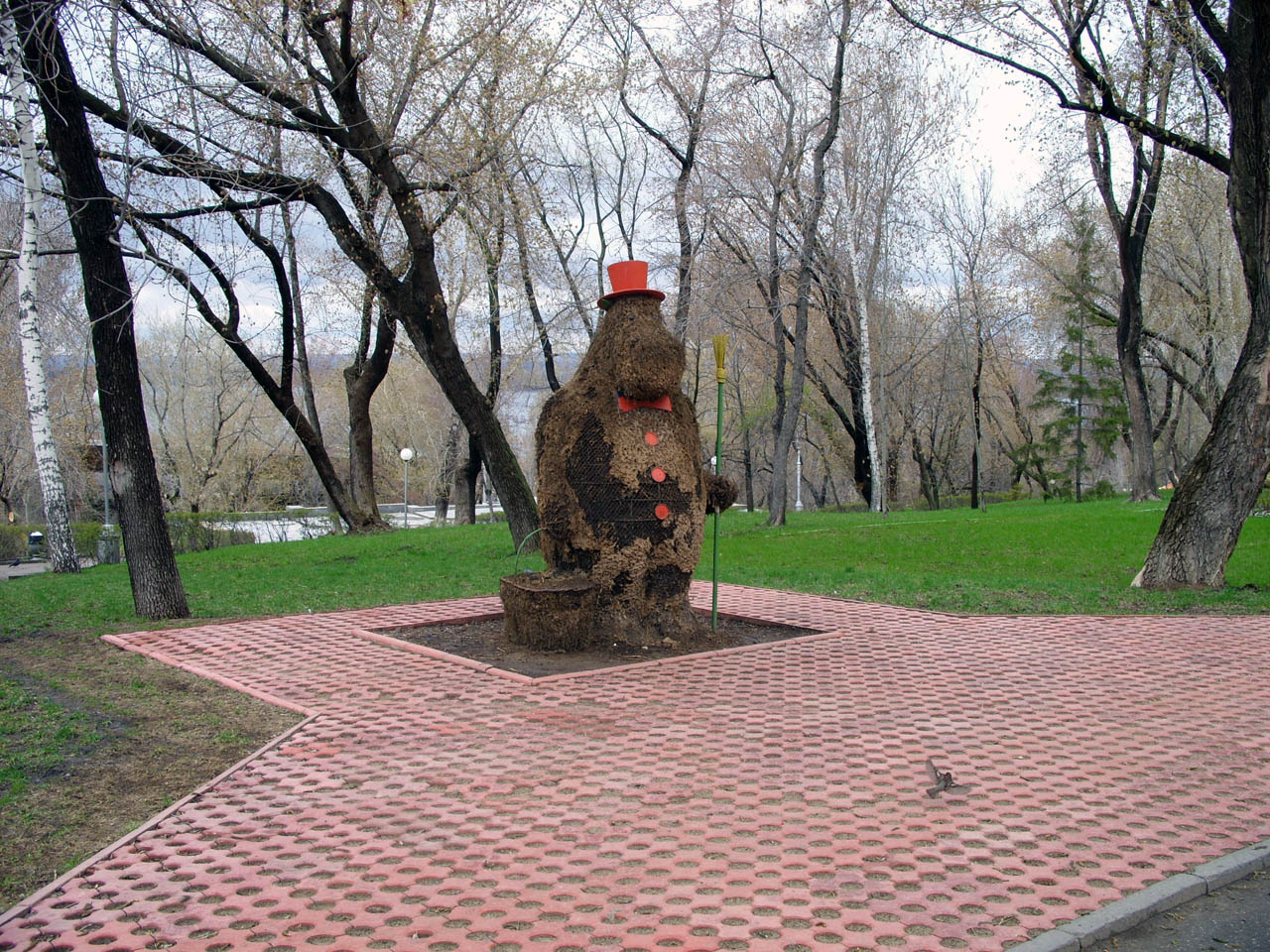
Statue végétale intitulée « le troll »
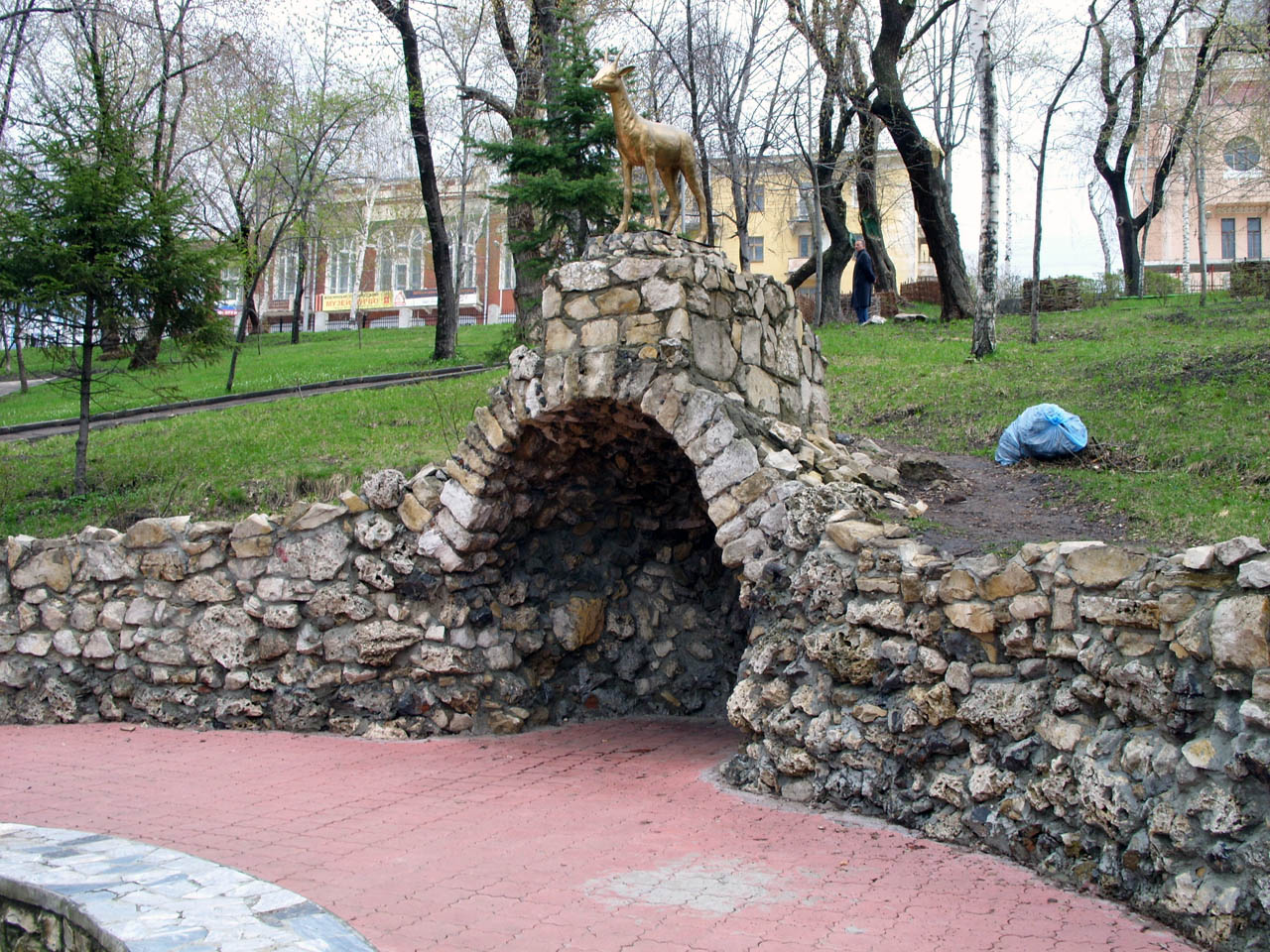
Grotte de la chèvre
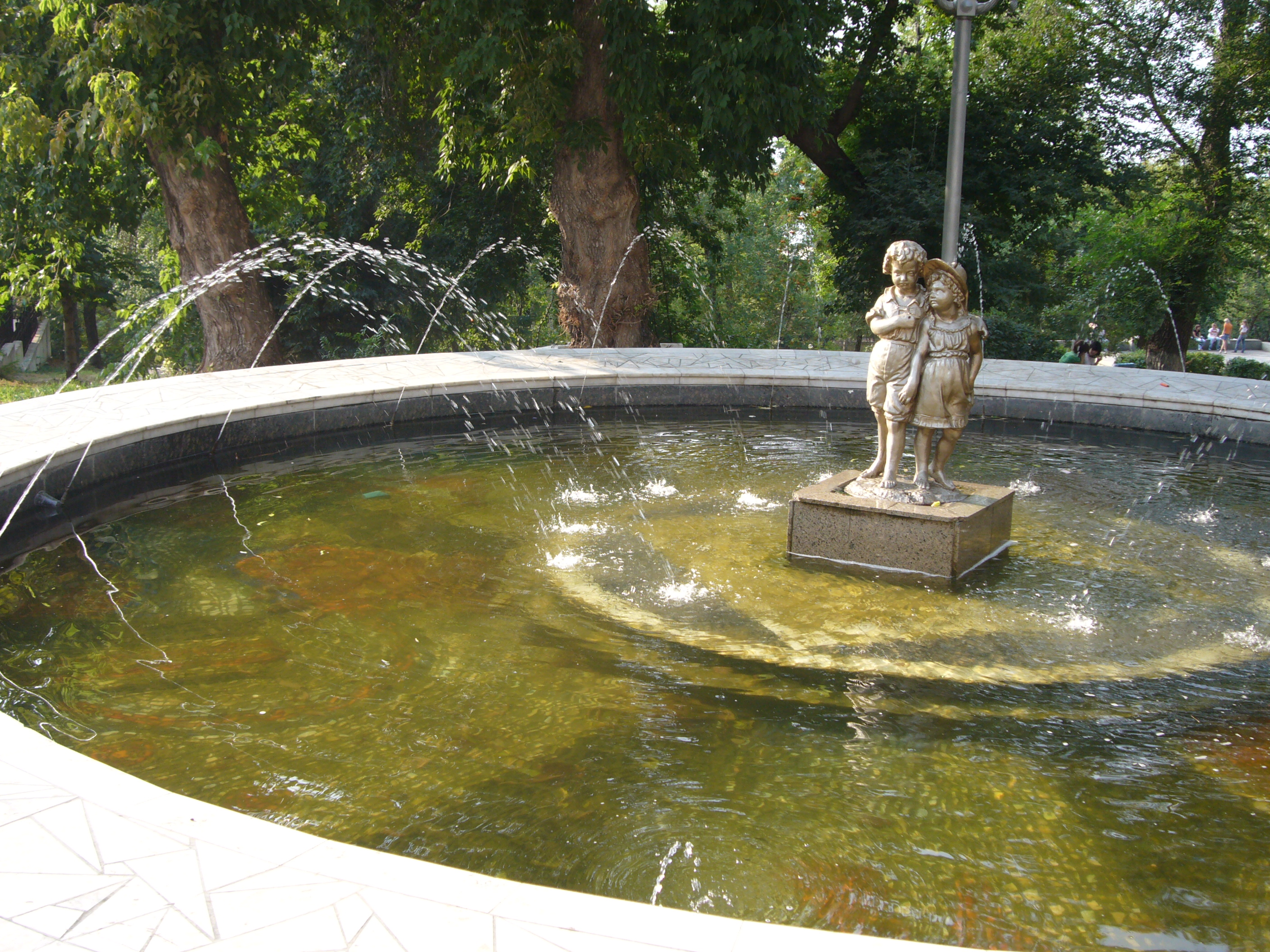
Bassin avec jets d'eau

## Source
- (ru) Cet article est partiellement ou en totalité issu de l’article de Wikipédia en russe intitulé « Струковский сад » (voir la liste des auteurs).